# 바바 이즈 유
《바바 이즈 유》(Baba Is You)는 핀란드의 인디 개발자 아비 테이카리(Arvi Teikari, 별칭: Hempuli)가 개발한 퍼즐 게임이다. 2019년 3월 13일 PC, 닌텐도 스위치용으로 출시되었다. 게임 제목인 '바바'는 부바/키키 효과에서 따 온 것이다.
이 게임은 캐릭터 바바(또는 다른 물건)가 특정 목표에 다다를 수 있도록 단어가 기록된 타일로 표현되는 규칙 조작을 중심에 두고 있다.

## 게임플레이
플레이어는 일반적으로 일부 레벨을 제외하고 바바(Baba)라는 이름의 캐릭터를 통제한다. 각 레벨에는 이동 가능한 다양한 단어 타일이 들어있으며 이는 특정한 유형의 물건과 장애물들과 대응하며(예: 바바 그 스스로이거나 골 깃발, 벽, 환경적 위험, 기타 생명체) "is"와 "and" 등의 연산자와, 이 물건들의 속성을 반영하는 동사 타일(예: 물체가 플레이어에 의해 통제되는 "you", 물건을 움직일 수 있게 하는 "push", 통과할 수 없는 "stop", 골을 특정하는 "win", 물건을 아래로 빠트리는 "sink" 등)을 연결한다. 각 레벨의 목표는 이 타일틀을 조작하여 규칙을 만들거나 수정함으로써 플레이어가 골에 도달하는 것이다. 이를테면 "is"와 "win" 블록을 다른 물체로 이동시킴으로써 골을 변경할 수 있으며 플레이어는 "stop"을 제거함으로써 물체를 경유할 수 있다. 레벨은 블록을 모퉁이에 배치시킴으로써(이것들을 움직일 수 없게 하여) 특정 규칙을 강제할 수 있다. 게임에는 200개 이상의 레벨이 포함되어 있다.

## 평가
바바 이즈 유는 2017 노르딕 게임 잼에서 1위를 수상했다. Seumas McNally Grand Prize에 지명되었고 2018 인디펜던트 게임 페스티벌에서 최고의 학생 게임(Best Student Game), 디자인 우수(Excellence In Design) 부문을 수상하였다. 2019 골든 조이스틱 어워드의 최고의 인디 게임(Best Indie Game) 부문 등에도 지명되었다.
PC 버전은 스팀에서 이 달의 가장 빠르게 판매되는 새 릴리스에 속하였다.

## 내용주
1. ↑  Based on total revenue for the first two weeks on sale.[9]

## 참고 문헌
- Gordon, Lewis (October  9, 2019). “Indie game makers open up about the money they actually make”. 《더 버지》 (영어). October 12, 2019에 확인함.